# Mayoría Moral

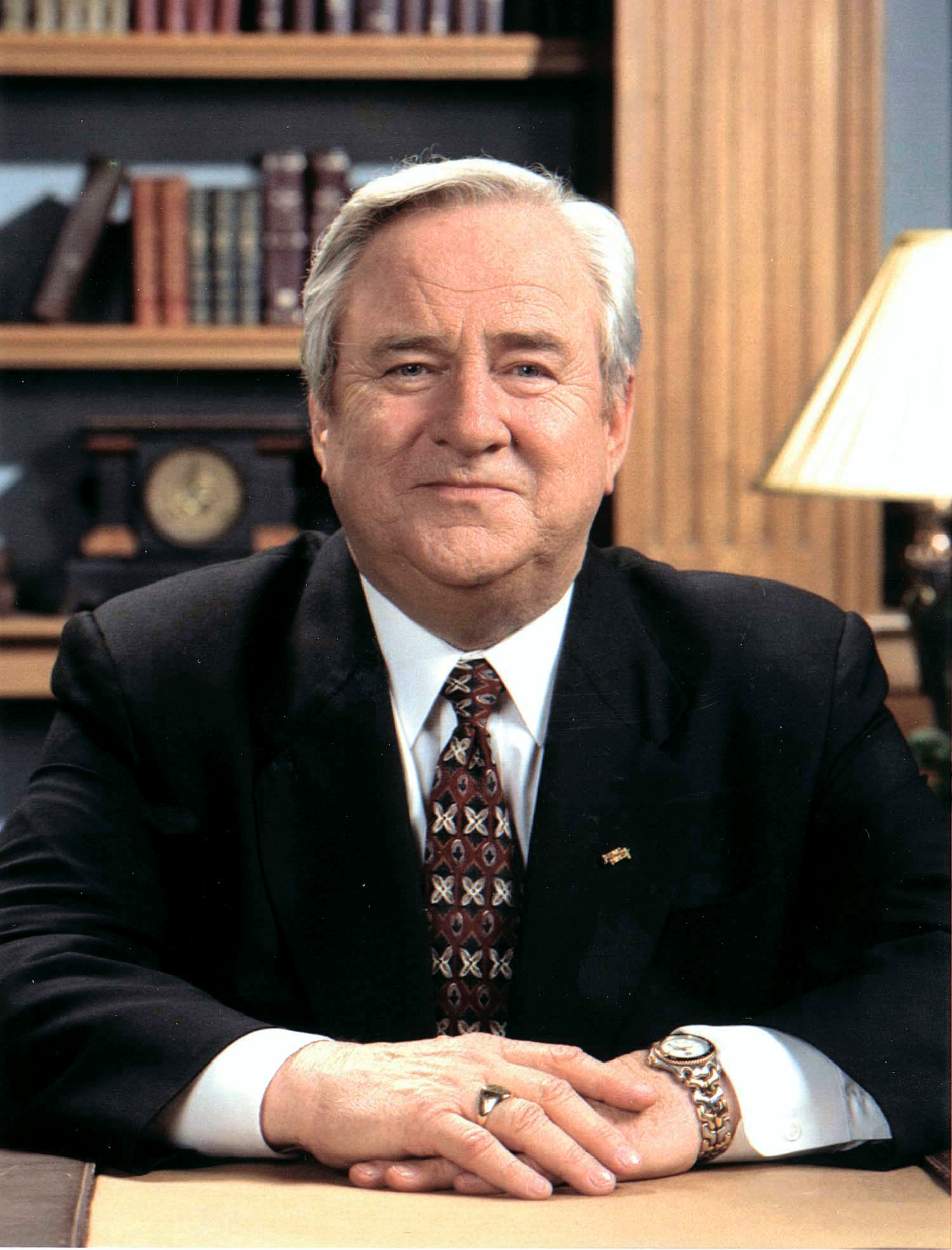
Jerry Falwell.

Mayoría Moral (Moral Majority) fue una organización política de Estados Unidos de orientación ultraconservadora y fundamentalista cristiana, que funcionó como un grupo de presión. Fue fundada por Jerry Falwell en 1979. Está estrechamente vinculada a los telepredicadores evangélicos y apoyada en el ala derecha del Partido Republicano. Alcanzó su mayor influencia en el gobierno federal durante las presidencias de Ronald Reagan, George Bush padre y George Bush hijo. Se la considera uno de los componentes esenciales de la denominada New Right o New Christian Right ("Nueva Derecha" o "Nueva Derecha Cristiana").
Su denominación implica la creencia en que la mayoría social se identifica con los valores morales, religiosos y familiares tradicionales; expresados ideológicamente en los ámbitos del nacionalismo y la derecha política, que desde diferentes parámetros se definen como neoliberales en economía y neoconservadores en política. No obstante, como diferenciación frente a los grupos y personajes que habitualmente reciben la etiqueta de neocons, los identificados con Moral Majority suelen recibir la denominación de teocons ("teo-conservadores" o "conservadores teológicos").
En su momento de mayor auge, Moral Majority llegó a tener cuatro millones de afiliados en 27 organizaciones estatales (siendo la mayor en el estado de Washington) y dos millones de donantes.
Aunque nominalmente se fundó en 1979, se disolvió en 1989, y se refundó en 2004, el mantenimiento de su identidad y la actividad de las personas y grupos identificados con ella ha sido una constante, estando en la raíz de movimientos posteriores, como el Tea Party Movement o la autodenominada derecha alternativa.

## Orígenes y fundación
Su origen puede remontarse a 1976, con la decisión de Jerry Falwell de acabar con el principio baptista tradicional de separar la religión de la política, que le llevó a iniciar una serie de giras de telepredicación por todo Estados Unidos bajo el eslogan I Love America ("Amo a América", es decir, a Estados Unidos, en el significado restringido que allí se da a este término), fruto de su percepción de la decadencia de la moralidad de la nación. A través de estas giras, Falwell consiguió reunir, sobre la base de una red bien establecida de clérigos evangelistas, un considerable apoyo para la fundación de una organización formal y acentuar su perfil de liderazgo.
La Moral Majority se fundó formalmente como resultado de la lucha por el control de un grupo denominado Christian Voice ("Voz Cristiana"), iniciada en 1978. Durante una conferencia de prensa del fundador de este grupo, Robert Grant, este denunció que la organización por él fundada se había desvirtuado al quedar bajo el control de "tres católicos y un judío". Este grupo de cuatro dirigentes (Paul Weyrich, Terry Dolan, Richard Viguerie -católicos- y Howard Phillips -judío-) abandonaron Christian Voice, y en 1979, durante un mitin, reclamaron a Fallwell la fundación de Moral Majority, expresión que había comenzado a utilizarse a partir de una frase de Weyrich.
Falwell y Weyrich iniciaron la actividad institucional de Moral Majority en el verano de 1979. Inicialmente se implantó en los estados del sur, aunque enseguida se extendió al resto; para 1980 ya se habían fundado los capítulos de 18 estados. Su rápida expansión se facilitó por los abundantes recursos económicos a los que accedía gracias a las donaciones que se solicitaban a través del programa televisivo y las publicaciones de Falvell (Old Time Gospel Hour -"La Hora del Evangelio de los Viejos Tiempos"-). Para 1982, Moral Majority había sobrepasado claramente a Christian Voice en tamaño e influencia, y Falwell se había convertido en el más popular representante de la derecha cristiana, condición que mantuvo durante los años ochenta.

## Funcionamiento
La sede central de la organización se fijó en Lynchburg (Virginia), ciudad donde Falwell presidía la mayor iglesia baptista independiente (la Thomas Road Baptist Church). Falwell, como dirigente de Moral Majority, mantenía un grupo de consejeros, reclutados principalmente entre los miembros de Baptist Bible Fellowship. Ante las reticencias de algunos de ellos, Falvell insistía en que el movimiento no debía restringirse a ese ámbito confesional, sino que podía incluir a católicos o judíos.
En 1985 la Moral Majority se incorporó a la Liberty Federation ("Federación Libertad"). Falwell renunció a la presidencia en 1987, aunque se mantuvo como cabeza visible.

## Conflictos y disolución
Durante su existencia, Moral Majority mantuvo diferentes conflictos con otras organizaciones evangélicas y sus líderes, como Bob Jones, que se destacó por su desafío a las posturas públicas de la Mayoría Moral, a la que denominaba "instrumento de Satán". Este tipo de rivalidades dentro del campo religioso, afectó de forma importante a su implantación territorial en algunas zonas, como Carolina del Sur, donde no tuvo presencia ante la organización de los baptistas locales en torno a la red independiente de la Bob Jones University.
Más obvias diferencias fueron las que Moral Majority mantenía con las organizaciones y líderes de ideología izquierdista o progresista (lo que en Estados Unidos denominan liberals), como People for the American Way ("Gente para el Camino Americano"), de Norman Lear, formada con el propósito explícito de oponerse a las organizaciones de derecha cristiana.
Como enfrentamientos internos dentro del propio movimiento, las tensas relaciones entre Falwell y Pat Robertson afectaron particularmente a las elecciones presidenciales de los años 1980, 1984 y 1988.
A finales de los años ochenta, las posiciones de la Moral Majority eran ampliamente cuestionadas, y la organización se resintió. Sus críticos la llamaban, para ridiculizarla neither moral nor a majority ("ni mayoría ni moral"). Para 1988 se manifestaron serios problemas financieros, y finalmente Falwell desmanteló la organización en 1989.
Al final de los dos mandatos de la presidencia de Reagan, las organizaciones de la derecha cristiana se enfrentaban a una fase de declive. Las donaciones comenzaron a disminuir, posiblemente porque tras ocho años de cercanía al poder, ya no se percibía del mismo modo un peligro moral acuciante como el que suscitó la movilización inicial. La base financiera de Moral Majority se erosionó seriamente cuando se integró en la Liberty Federation, y esas dificultades finalmente fueron un factor crucial para la decisión de disolver la organización. No obstante, Falwell proporcionó una versión mucho más optimista al anunciarla públicamente en Las Vegas en 1989: "Nuestra meta ha sido alcanzada... La derecha religiosa está establecida sólidamente y... los conservadores religiosos están ahora en América para durar". Tras la disolución, pare de los integrantes se afiliaron a la Christian Coalition of America fundada por Pat Robertson (también en el estado de Virginia, cuna tradicional de políticos de la derecha cristiana).

## Moral Majority Coalition
En noviembre de 2004, Falwell recuperó el nombre para una nueva organización, la Moral Majority Coalition ("Coalición Mayoría Moral"). El propósito de esta nueva organización es continuar la evangelical revolution ("revolución evangélica") y ayudar a la elección para todo tipo de cargos a políticos conservadores. Fallwel dirigió hasta su muerte (15 de mayo de 2007) este nuevo movimiento, al que denominaba como una "derecha religiosa" moderna y una "resurrección de la Mayoría Moral en el siglo XXI".

## Miembros prominentes
- Jerry Falwell
- Robert Grant
- Jesse Helms
- James Kennedy
- Beverly LaHaye
- Tim LaHaye
- Trent Lott
- Judith A. Reisman
- Pat Robertson
- James Robison
- Charles Stanley
- Richard Viguerie
- Paul Weyrich